# Доњи Шор
Под Доњим Шором у Шапцу се подразумева Београдска односно Карађорђева улица од 1905 (Доњи Шор у ужем смислу) и Београдска и Мишарска (Поп Лукина) улица у ширем смислу.

## Шабачки дворови
У прво време, двадесетих година деветнаестог века, Доњи Шор је био неизграђен, и само се састојао од Куртовића двора, односно Белог конака, Конака Н. Луњевице и Шаниног Конака. 

## Мишарска улица
Првобитни назив за Карађорђеву улицу је из времена када се главна улица називала Чаршијом, тј. Новом чаршијом а варош се састојала Чаршије, Доњег шора и Преког шора. Доњи шор се састојао од Рабаџијског шора (Владе Јовановића), Каљавог сокака (Занатлијска), Стругарског сокака (Кајмачкаланска), Тешмановића сокака (Проте Смиљанића) и Мале пијаце. Од Мале Пијаце Доњи шор је наиме настављао у Шанин шор и Мишарску улицу. Мишарска улица се гранала у Телефонску (Синђелићеву) улицу, а излазила је на Тополик и Беглук бару, оно што се звало Београдски друм. Тополик је било место шабачких вашара који су се одржавали за време Ђурђевдана испод Мишарског брда.

## Каљави сокак
У Каљавом сокаку је живела љубав Петра Карађорђевића, која је чувала песму коју је краљ Петар из љубави поклонио.
Каљави сокак је прозван стога што једноставно није било калдрмисан. На почетку пијачног сокака, се налазила кафана Шаран, а сокак је назван по стругари Ристе А. Михајловића, и излазио је на Саву и савске доносе, у сокаку се налази и фудбалско пољанче, кафана Последњи грош (полујавна кафана) са фењером, а левој страни прелази у Кланицу и и простор Пепике Румла, једног од четири Чеха. Ту ће играти и фудбалер Курт Хилковец (садашња Куртовића улица), који ће се налазити са смештајем код Пепе Румла. Куртовића улица, односно Куртовића сокак, што је био исправно име, је просечена тек тридесетих година деветнаестог века. Куртовића отуда што сезао до Велике пијаце, барама и путељцима, а почињао од Белог Конака браће Куртовића, једног од репрезентативних здања Доњег Шора. Иначе Шабац је имао пет велелепних конака. Куртовића сокак пресеца протежна дворишта Шопрона, конка Н. Луњевице, Грчке краљице, и Шарана. Дворишта Шопрона и Грчке краљице су настављала све до негдашњег простора кланице и магаза Чеха Румла. 

## Рабаџилук
Поред Стругарског и Каљавог сокака, ваља нам споменути Доњи шор се састојао и од Рабаџилука, који је почињао од Занатлијског дома (данашња зграда Позоришта) и кафане Цариград, коју је потом као Делиград И. М. Живојиновић, а у којој је загинуо Аврам Винавер са решеношћу да стигне у Цариград. По причи, Винавер је одустао на свом путу из Пољске ка Цариграду, када је пронашао кафану Цариград. У Шапцу Аврам је већ пронашао Цариград, и то кафану!
Сместио се са станом одмах до куће Боже Кнежевића, познатог историчара и унука Иве од Семберије, а деца Винаверових дружила са децом Кнежевића. Десна страна Рабаџилука је била много проспективнија и занимљивија, јер је иза позоришта био клонфер Чех Бонасек, па зграда историчара Кнежевића, затим двориште Бајлонијеве пиваре (после Првог светског рата), двориште Владимира Ј. Јовановића, у којој је живео шабачки министар финансија, и отац председника владе Слободана Јовановића. Јовановић је потоње први дао и нова имена у Срба, Правда и Слободан. Занимљиво је и то да су се дворишта Јовановића налазила у Рабаџијског улици, једна преко пута других, с десне стране дакле Владимира Ј. Јовановића, а с леве песника и гимназијског профестора Владе М. Јовановића. У Рабаџијском сокаку је после Винаверових и Синагоге а пре песника Владе, живео још професор Чех Мазурек. Двориште Владимира Ј. Јовановића се налази на месту данашље оптике или поред.
Дакле Рабаџијски шор је свакако занимљив, за етаблираним интелектуалним садржајима, у њему је у истој кући и рендген и клавир, преко пута историчар, нешто ниже песник, зграда гимназијских професора (у којој је са станом и Љубиша Јовановић), Бајонијева пивара. Други део Рабаџијске улице је ништа мање занимљив. Почиње са кућом крагујевчанина Леке, барељефираним у лављим консолама, одмах затим двориште у којој је детињство провео Живојин Павловић, писац и режисер, двориште шабачког градоначелника Љубе Павловић (Цвијићевог сарадника). Рабаџијска улица се завршавала Топовском улицом, ваљда по томе што је први топ у Србију донео А. Ненадовић, и то при освајању Шапца, 1804.

## Сокаци Доњег шора
Доњи шор има највећи број сачуваних назива шорова и сокака: Рабаџијског, Куртовића, Каљавог, Шаниног, Стругарског, Тешмановића.
Доњи шор у време Чаршије, Махале, Бента и Баира, се састојао од две озидане вишебојне зграде и друма. Налази се на савској наплавини, где су се спајали оречни токови Камичак са Беглук-баром, па је са једне стране, Доњи шор подстицан Бентом, Мутником, Беглук-баром и некадашњим токовима, а с друге, изливањима Саве. Цео простор Доњег шора је протежан до Мишарског брда. Поред тога што је Шор наплављен Савом, Беглуком и Бентом, па је сав на водома и отокама, Доњи шор је зарастао, све до пола Рабаџилука у прво време био Китог, права грађанска џунгла, која је искрчена за потребе градње Доњег Шора и Ђумрука.

## Наше личности
Нешто пре Малог пијаца, налазила се кафана Шопрон, главно сасастајалиште угарских трговачких агената. Шопрон је било главно извозно место за свиње са Пештом, за Шабац.
Као шегрт код Темановића, деведесетих година деветнаестог века налазио се и М. Ђуричић, капетан речне пловидбе и заснивач речне приповетке у Срба. 
Прве године до изградње Јевремовог конака, господар Јеврем је становао у доњошорском конаку шабачког трговца Луњевице. 

## Знаменитости
У знаменитости Доњег шора треба убројити Бели конак, Шанин шор, Конак Н. Луњевице (на месту Малог Метропола), место где је 1819. дошао у Шабац Јеврем Обреновић, где је рођена Анка Обреновић, Павловића двориште, једно од четири доњошорских дворишта сачуваних у пуној дужини, кафану Шаран, место кафане Тешмановића, зграде кафана Шумадија, Златни Праг, Петровград, Бикић, места Абисиније, Белог орла, место Шаниног конака.